# Broken Arrow (Hans Zimmer)
Broken Arrow is de oorspronkelijke soundtrack van de film met dezelfde naam die werd gecomponeerd door Hans Zimmer. Het album werd op 13 februari 1996 uitgebracht door Milan Records.
Het album bestaat voornamelijk uit actiemuziek die werd uitgevoegd door een orkest, begeleid door Bruce Fowler in combinatie met elektronische muziek en gitaarmuziek, gespeeld door de gitaristen Bob Daspit en Duane Eddy. Eddy gebruikte hiervoor een baritongitaar. Zimmer componeerde samen met Harry Gregson-Williams aan het nummer "Stealth" en Zimmer componeerde samen met Don Harper aan het nummer "Nuke". De muziek van de film verscheen in 2011 nog eens op een soundtrackalbum met dezelfde naam. Op deze versie staan nummers van het oorspronkelijke soundtrackalbum in combinatie met nieuwe muzieknummers uit de film, die werd uitgebracht door La-La Land Records in een beperkte oplage.

## Musici
- Bob Daspit - Gitaar
- Duane Eddy - Baritongitaar
- Bruce Fowler - Trombone
- Walt Fowler - Trompet
- Emil Richards - Percussie
- Hans Zimmer - Synthesizer

## Broken Arrow (Original Motion Picture Soundtrack)

### Tracklijst
| Nr. | Titel        | Duur  |
| --- | ------------ | ----- |
| 1   | Brothers     | 7:05  |
| 2   | Secure       | 4:47  |
| 3   | Stealth      | 7:35  |
| 4   | Mine         | 5:42  |
| 5   | Nuke         | 10:48 |
| 6   | Greed        | 11:00 |
| 7   | Hammerhead   | 4:40  |
| 8   | Broken Arrow | 7:37  |

## Broken Arrow (Expanded Original Motion Picture Score)

### Tracklijst
| Disk 1 | Disk 1                                           | Disk 1 |
| Nr.    | Titel                                            | Duur   |
| ------ | ------------------------------------------------ | ------ |
| 1      | Rope-A-Dope                                      | 5:04   |
| 2      | The Bomber                                       | 2:31   |
| 3      | Going To War / Fire In A Brooklyn Theater        | 6:30   |
| 4      | The Pentagon                                     | 1:16   |
| 5      | The Search / Broken Arrow                        | 2:42   |
| 6      | Desert Dawn                                      | 3:40   |
| 7      | Day Search                                       | 1:28   |
| 8      | Right Down There                                 | 3:26   |
| 9      | Something's Coming                               | 3:50   |
| 10     | 10,000 Years                                     | 2:15   |
| 11     | Humvee Chase                                     | 4:54   |
| 12     | Mine Shaft 1                                     | 1:53   |
| 13     | Mine Shaft 2                                     | 15:49  |
| Disk 2 |                                                  |        |
| Nr.    | Titel                                            | Duur   |
| 1      | Big Bang                                         | 2:15   |
| 2      | Butterflies                                      | 1:57   |
| 3      | The Boat / Stowaway                              | 3:27   |
| 4      | Breaking Orders                                  | 2:18   |
| 6      | Hammerhead                                       | 17:04  |
| 7      | Nuke Disarmed (End Credits)                      | 7:40   |
| 8      | Brothers (Original Album Version) - Bonus Tracks | 7:07   |
| 9      | Mine (Original Album Version) - Bonus Tracks     | 5:43   |
| 10     | Nuke (Original Album Version) - Bonus Tracks     | 10:51  |